# En la obscuridad
«En la obscuridad» es el segundo sencillo de la cantante mexicana Belinda de su cuarto álbum de estudio  Catarsis, fue lanzado el 12 de noviembre de 2012 a través de Capitol Latin.

## Antecedentes y composición
Debido al gran éxito obtenido del sencillo "Egoísta" a lado de Pitbull en Carpe Diem, Belinda anunció en una entrevista de una estación de radio que se encontraba trabajando con el segundo sencillo de Catarsis, titulado "I Love You Te Quiero", 
sin embargo, por problemas desconocidos, decidió cambiar el sencillo por el tema titulado "En La Obscuridad", el cual tendrá video. Fue lanzado oficialmente en todas las radios el 12 de noviembre de 2012. El sencillo fue lanzado en iTunes Store el 8 de enero de 2013.
La canción fue lanzada a las estaciones de radio hispanas, el 12 de noviembre de 2012, y a su venta a iTunes el 8 de enero de 2013. La canción logró posicionarse dentro del top 10 de Estados Unidos (lista latina), México y España.
El vídeo musical fue grabado los días 19 y 20 de diciembre de 2012, y dirigido por Daniel Shain, está inspirado en la película Inception (El Origen), de Christopher Nolan. El videoclip fue grabado en locaciones del Centro Histórico de la Ciudad de México, así como en los Estudios Churubusco.Para el vestuario, Belinda se inspiró en varias figuras importantes de la cultura mexicana como la Virgen de Guadalupe y Frida Kahlo, pero con un toque sofisticado y moderno. 
El vídeo logró entrar a la lista de los vídeos musicales más vistos en YouTube en la posición número 2, un gran éxito tomando en cuenta que es escaso para un artista de habla hispana.
En el 2013, el sencillo fue certificado disco de platino en Venezuela por las ventas de más de 30,000 copias.

## Vídeo musical

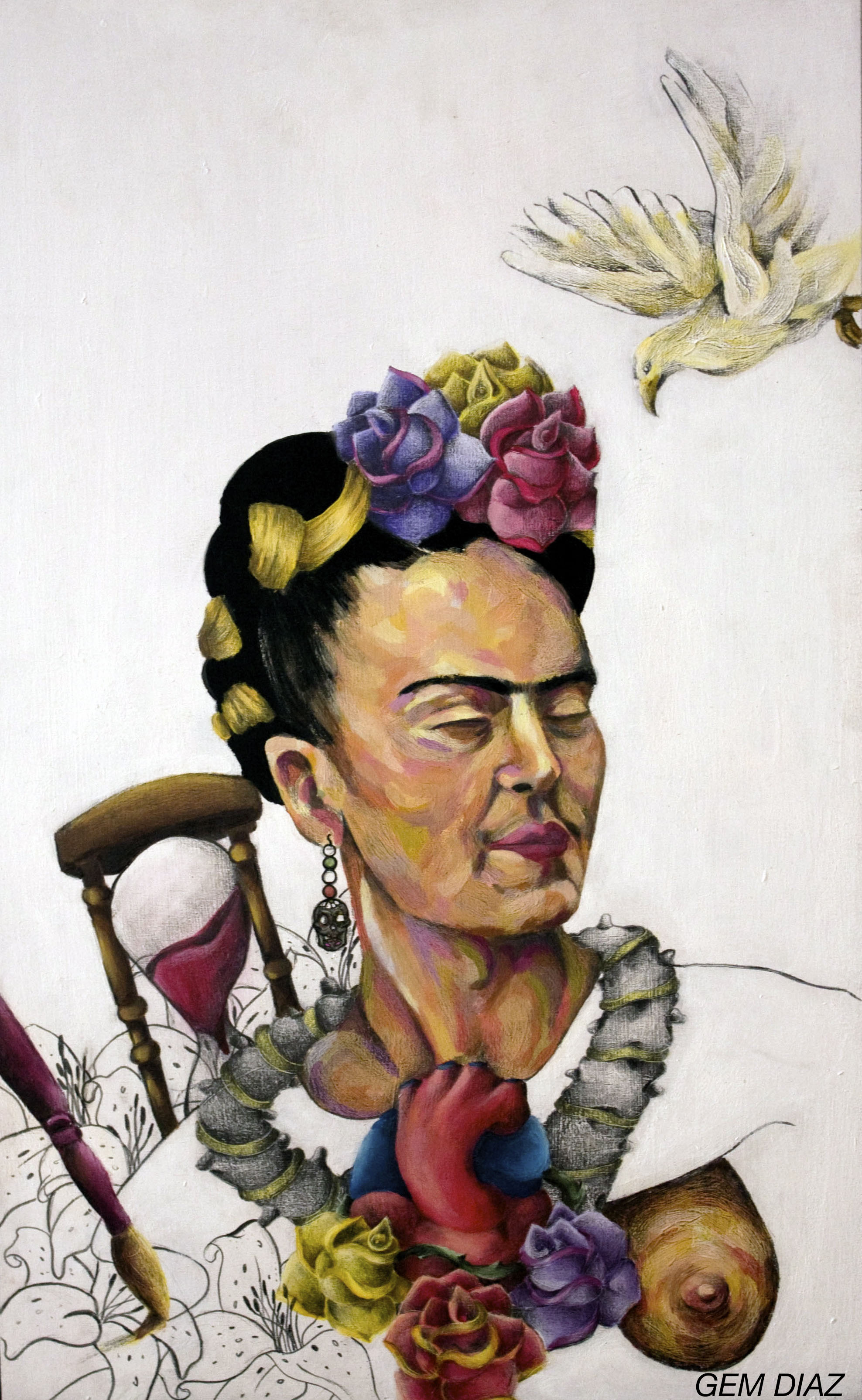
Belinda homenajeó a Frida Kahlo en el vídeo musical de la canción.

El vídeo fue grabado los días 19 y el 20 de diciembre de 2012, y dirigido por Daniel Shain, está inspirado en la película Inception (El Origen), de Christopher Nolan. El videoclip fue grabado en locaciones del Centro Histórico de la Ciudad de México, así como en los Estudios Churubusco. Según la revista TVNotas, ha sido el vídeo más costoso en toda la carrera de Belinda.
La escenografía es una estructura giratoria de 8 toneladas, además se utilizó un globo aerostático que sobrevoló las calles del primer cuadro de la ciudad. El paisaje fue creado por el padre de Belinda, Ignacio Peregrín, y tardó 2 días construirlo. Para el vestuario, Belinda se inspiró en varias figuras importantes de la cultura mexicana como la Virgen de Guadalupe y Frida Kahlo, pero con un toque sofisticado y moderno. Gustavo Matta participó en la creación de la llamada "mirada elegante Mexicanos", que originalmente era la madre de Belinda, la idea de Belinda Schüll. Su interés romántico es el modelo brasileño Pedro Arnor.
El 21 de febrero, su vídeo oficial de "En La Obscuridad" fue lanzado y presentado en el Billboard página de inicio del sitio, lo que impulsó el vídeo pasara 8.000.000 visitas en total en solo una semana. Con solo 2 días, el vídeo dio la América récord en VEVO, con más de 3 millones de visitas. La exposición causó un crecimiento de 153% en la adquisición del ventilador semanal con la incorporación de 5.000 nuevos "me gusta" a la página oficial de Belinda en Facebook (un 17%) y 211.000 nuevos en Twitter en seguidores. La popularidad del vídeo contribuyó a más de 12 millones de reproducciones en su canal para la semana de la liberación (un 32%) y la exposición general contribuido al aumento del 16% en las visitas semanales a su página de Wikipedia. Belinda debutó en el 45 en la tabla 50 Social. El vídeo musical cuenta con más de 200 millones de visitas en VEVO actualmente, convirtiéndose en el vídeo musical más visto de Belinda en su cuenta oficial en YouTube y recibiendo la certificación de VEVO. El video fue removido de la cuenta de YouTube luego de que se dijera que las visitas eran falsas, ante esto la cantante respondió:

«Si pudiera comprar 100 millones de visitas, como dicen, estaría viviendo en Dubái. Pasa mucho con videos que llegan a tener muchas visitas, es raro, pero creo que el sitio (YouTube) los bloquea un tiempo para saber por qué del número de visitas... a lo mejor por spam, no sé, desconozco esas políticas. ¡Estoy feliz porque ese récord nadie me lo quita!.» Belinda en una entrevista de TVyNovelas.

 Actualmente el video musical está disponible, solo en la plataforma VEVO, contando con más de 226 millones de visitas tras actualizar el conteo de visitas. Luego de estar casi dos años congelado desde que YouTube lo bloqueo con 100 millones lo que comprueba que las visitas son verídicas siendo esto aclarado por VEVO. El 30 de agosto de 2019 la cantante publicó nuevamente el video musical de la canción en su canal oficial en Youtube.

## Lista de canciones
| Descarga digital |                    |          |  |
| N.º              | Título             | Duración |  |
| 1.               | «En la obscuridad» | 3:30     |  |

## Posicionamiento en las listas

### Listas semanales
| Región         | Chart          | Lista                      | Mejor posición |
| 2013           | 2013           | 2013                       | 2013           |
| -------------- | -------------- | -------------------------- | -------------- |
| México         | Billboard      | México Airplay             | 32             |
| México         | Billboard      | México Español Airplay     | 9              |
| México         | Monitor Latino | Top 20 Pop                 | 10             |
| Estados Unidos | Billboard      | Latin Pop Songs            | 9              |
| Estados Unidos | Billboard      | Hot Latin Songs            | 33             |
| Estados Unidos | Billboard      | Top Heatseekers Songs      | 22             |
| Estados Unidos | Billboard      | Hot Latin Songs Recurrents | 7              |
| Venezuela      | Record Report  | Top 200                    | 87             |
| Brasil         | Billboard      | Top 100                    | 65             |
| Costa Rica     | Hit-Parade     | Top 40                     | 19             |
| Chile          | Hit-Parade     | Top 100 Airplay            | 96             |
| Eslovaquia     | Hit-Parade     | Radio Top 100              | 25             |
| Francia        | Hit-Parade     | Hit 200                    | 88             |
| 2014           |                |                            |                |
| Venezuela      | Record Report  | Top 200                    | 196            |
| Venezuela      | Record Report  | Top Latino                 | 37             |

| País              | Chart             | Lista             | Mejor posición    |
| Fin de año - 2013 | Fin de año - 2013 | Fin de año - 2013 | Fin de año - 2013 |
| ----------------- | ----------------- | ----------------- | ----------------- |
| México            | Monitor Latino    | Top 100           | 69                |
| México            | Monitor Latino    | Top 50 POP        | 26                |
| Venezuela         | Record Report     | Top 100           | 53                |

## Certificaciones
| País      | Certificación | Ventas |
| --------- | ------------- | ------ |
| Venezuela | Platino       | 30.000 |

## Historial de lanzamiento
| Región | Fecha                   | Formato          | Discográfica |
| ------ | ----------------------- | ---------------- | ------------ |
| Mundo  | 12 de noviembre de 2012 | Radio premiere   | EMI          |
| Mundo  | 8 de enero de 2013      | Descarga digital | EMI          |